# Паллант (син Евандра)
Палла́нт (грец. Πάλλας) — персонаж античної міфології; один із центральних героїв «Енеїди» Вергілія. Син царя Евандра та сабінянки. Друг Енея. У поєдинку з Турном загинув.
За іншим міфом Паллант був сином Геракла та Лауни (дочки Евандра). Помер юним. Його іменем було названо місто Паллантій.